# Danh sách hóa thạch chỉ thị
Hóa thạch chỉ thị, còn được gọi là hóa thạch hướng dẫn hay hóa thạch chỉ mục, là hóa thạch được sử dụng để xác định và đồng nhất các phân vị địa tầng trong Niên đại địa chất hoặc các giai đoạn sinh vật. Hóa thạch chỉ thị phải có phạm vi thẳng đứng trong địa tầng là ngắn, phân bố địa lý rộng và có xu hướng tiến hóa nhanh.
Một thuật ngữ khác, là "Hóa thạch đới" được sử dụng khi hóa thạch có tất cả các đặc điểm đã nêu ở trên ngoại trừ phân bố địa lý rộng, chúng bị giới hạn trong một khu vực và không thể được sử dụng cho mối tương quan của các địa tầng.
Bảng sử dụng đơn vị thời gian là Ma: Megaannum, triệu năm trước.
| Hóa thạch      | Tên khoa học                | Niên đại địa chất        | Niên đại, Ma |
| -------------- | --------------------------- | ------------------------ | ------------ |
| Calico scallop | Argopecten gibbus           | Kỷ Đệ Tứ                 | 1.8          |
|                | Neptunea tabulata           | Kỷ Đệ Tứ                 | 1.8          |
|                | Viviparus glacialis         | Tiglia (Pleistocene sớm) | 2.3 - 1.8    |
|                | Calyptraphorus velatus      | Tertiary                 |              |
|                | Venericardia planicosta     | Thế Eocen                |              |
| Scaphites      | Scaphites hippocrepis       | Kỷ Creta                 | 145 - 66     |
| Inoceramus     | Inoceramus labiatus         | Kỷ Creta                 |              |
| Perisphinctes  | Perisphinctes tiziani       | Kỷ Jura                  | 201,3 - 145  |
|                | Nerinea trinodosa           | Kỷ Jura                  |              |
|                | Tropites subbullatus        | Kỷ Trias                 |              |
|                | Monotis subcircularis       | Kỷ Trias                 |              |
| Leptodus       | Leptodus americanus         | Kỷ Permi                 |              |
| Parafusulina   | Parafusulina bosei          | Kỷ Permi                 |              |
|                | Dictyoclostus americanus    | Thế Pennsylvania         |              |
|                | Lophophyllidium proliferum  | Thế Pennsylvania         |              |
|                | Cactocrinus multibrachiatus | Thế Mississippi          |              |
|                | Prolecanites gurleyi        | Thế Mississippi          |              |
| Mucrospirifer  | Mucrospirifer mucronatus    | Kỷ Devon                 | 416 - 359    |
|                | Palmatolepis unicornis      | Kỷ Devon                 |              |
|                | Tetragraptus fructicosus    | Kỷ Ordovic               |              |
|                | Paradoxides                 | Kỷ Cambri                | 509 - 500    |
|                | Billingselia corrugata      | Kỷ Cambri                |              |
|                | Archaocyathids              | Kỷ Cambri                | 529 - 509    |